# Stade d'Ewo
 (avril 2025).
Le stade d'Ewo, situé dans la ville d'Ewo au nord-ouest de la république du Congo, est un stade multisports de 4 000 places assises construit à l'occasion de la célébration du 51e anniversaire de l'indépendance du pays.

## Histoire
Le stade est inauguré le 2 décembre 2013, sous les auspices du ministre Jean-Jacques Bouya qui dévoile la plaque.